# Tragliatella
Tragliatella è una frazione di Fiumicino, in provincia di Roma.
Vicino ad essa sorge la frazione di Tragliatella Campitello, facente parte del Comune di Roma.
È la frazione più a settentrione del Comune di Fiumicino ed è un piccolo borgo agricolo, dove l'Ente Maremma fece edificare nel 1953 una chiesa per le famiglie dei  dipendenti. Sulla via principale si trovano delle grotte antiche in parte naturali e in parte scavate in epoca etrusco-romana e la Torre del Pascolaro, antico posto d'avanguardia per il castello di Tragliata.

## Monumenti e luoghi d'interesse
- Parrocchia San Francesco D'Assisi.
- Torre del Pascolaro.
- Fontana della piazza